# Markscheiderzeichen
Markscheiderzeichen sind besondere Markierungen und Symbole, die im Untertagebergbau von einem Markscheider verwendet werden, um bestimmte Anhaltspunkte zu kennzeichnen. Diese Zeichen dienen bei Nachmessungen zur Orientierung oder aber auch dazu, Vortriebsgrenzen oder Stollenendpunkte zu markieren. Außerdem wurden Markscheiderzeichen zur Abkürzung in Risswerken und Handschriften verwendet.

## Verwendung

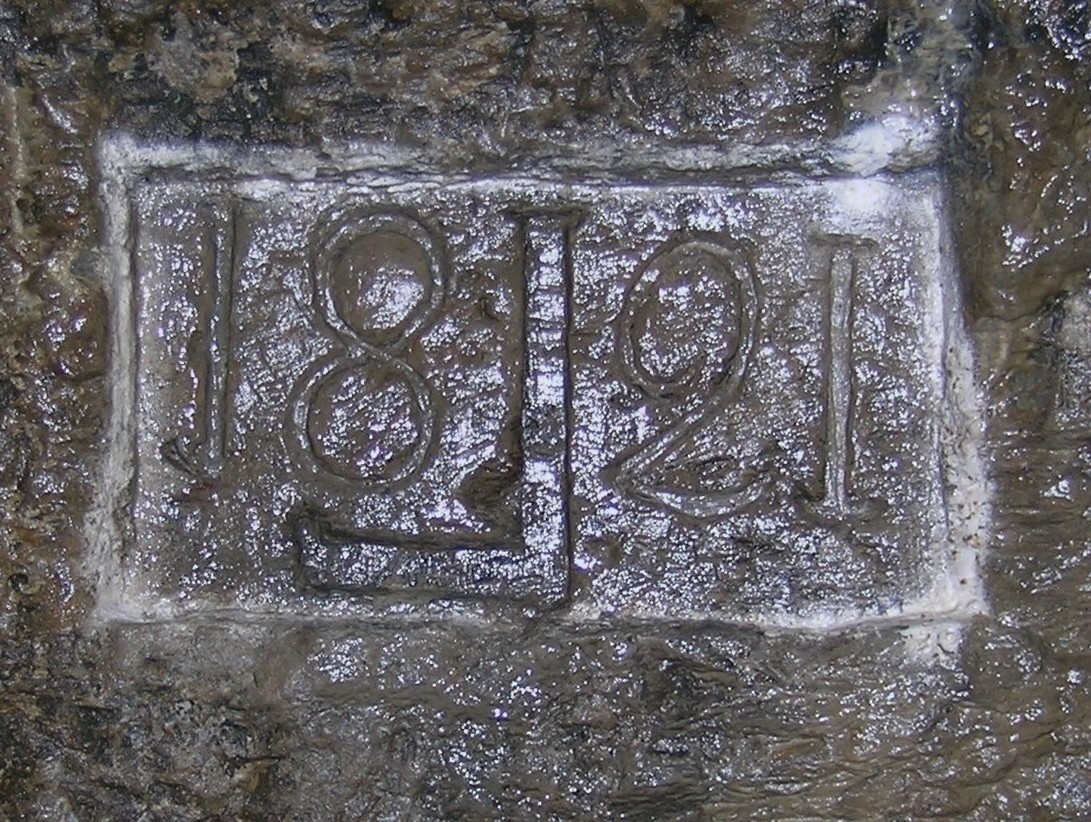
Vortriebszeichen (Lachter- bzw. Jahrestafel) von 1821

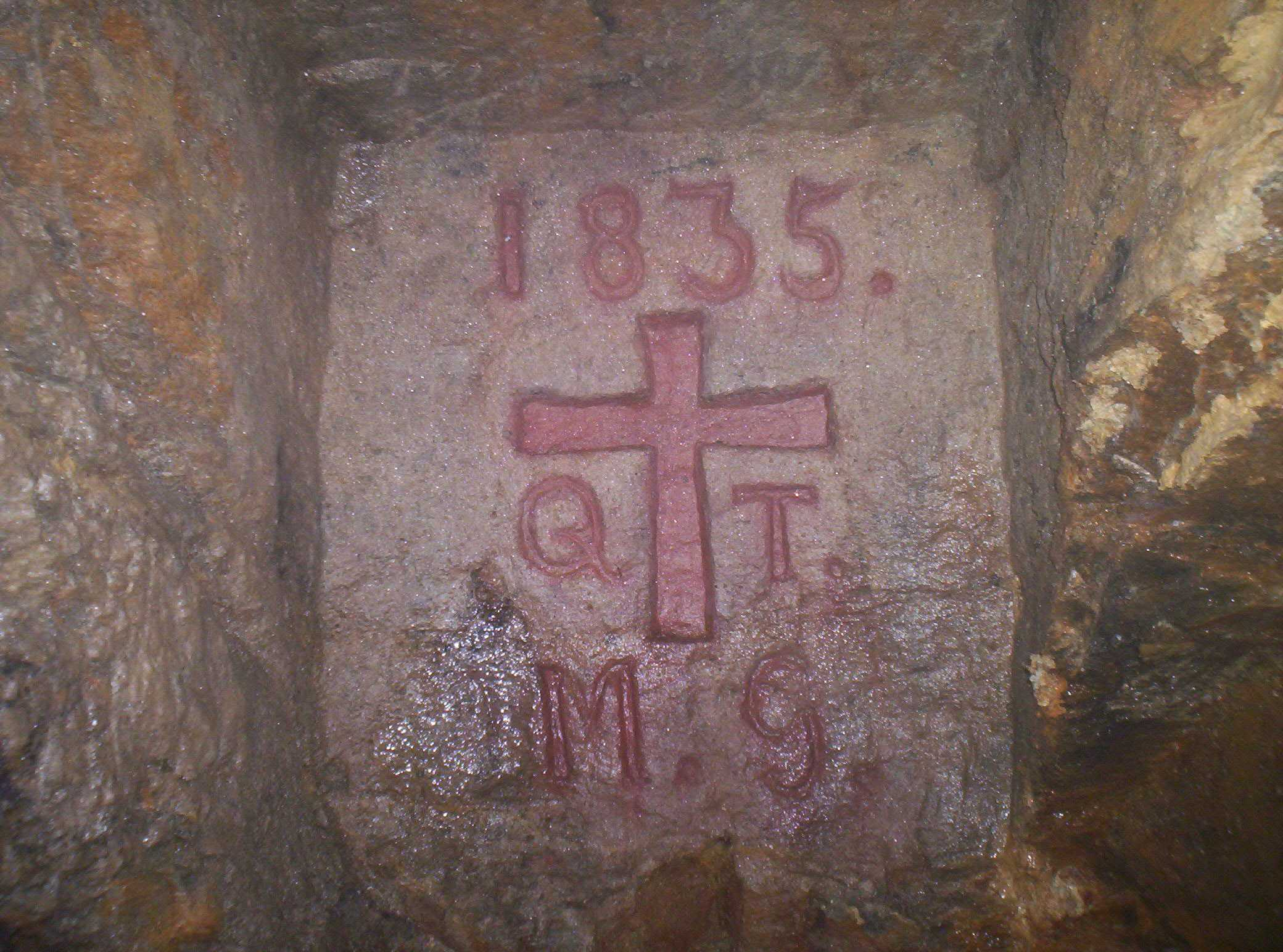
Verstufungstafel im „Ursula Tiefen Erbstolln“, Pobershau

Damit die Markscheiderzeichen nicht leicht entfernt oder verrückt werden konnten, wurden sie so angebracht, dass sie nur mit besonderem Aufwand entfernt werden konnten. Dazu wurden sie entweder in das Gestein geritzt oder eingeschlagen. Dadurch waren die Markscheiderzeichen ortsfeste Markierungen, an denen sich unter anderem die Lage und die Länge der aufgefahreren Stollen oder Strecken, aber auch der Verlauf der einzelnen Strecken ablesen ließ. Die Zeichen waren Vorgaben, nach denen sich alle Bergleute richten mussten. Zusätzlich mussten die Markscheiderzeichen so angebracht sein, dass sie leicht auffindbar waren. Die Zeichen musste der Markscheider selbst anbringen oder unter seiner Aufsicht von einem Gehilfen anbringen lassen. In einigen Erzbergwerken wurden die Markscheiderzeichen durch kurze Bohrlöcher gekennzeichnet, in die Bohrlöcher wurden Holzpflöcke geschlagen. An den Pflock wurde eine Zinkplatte mit einem nicht vollständig eingeschlagenen Nagel befestigt, bei Bedarf, z. B. einer Anschlussmessung, konnte so die Zinkblechplatte um den Nagel gedreht werden. Auf der Zinkplatte wurden die Jahres- und Monatszahl sowie die laufende Nummer eingeschlagen. In Steinkohlenbergwerken wurden hölzerne Täfelchen verwendet, auf denen die Jahres- und Monatszahl sowie die laufende Nummer eingebrannt war. Diese Täfelchen führte der Markscheider mit sich und befestigte sie an den entsprechenden Punkten an der Streckenzimmerung. Fielen Markscheiderzeichen bei einer Revision als unsicher auf, so mussten diese Zeichen fallengelassen werden und durften nicht mehr benutzt werden. Auch bei Nachtragungen oder neuen Messungen war es untersagt, an unsicheren Zeichen anzuhalten, es mussten dann neue Zeichen angebracht werden.